# Antonin Artaud
Antoine Marie Joseph Artaud, més conegut com a Antonin Artaud, (Marsella, 4 de setembre del 1896 - Ivry-sur-Seine, 4 de març del 1948) fou autor d'una vasta obra escrita que explora la majoria dels gèneres literaris, utilitzant-los com a camins cap a un art absolut. Els seus primerencs llibres de poemes L'ombilic des limbes (El melic dels limbs), del 1925, i Le Pèse-Nerfs (El pesanervis), anuncien ja el caràcter explosiu de la seva obra posterior. És més conegut com el creador del teatre de la crueltat, noció que ha exercit una gran influència en la història del teatre mundial. Va treballar en 22 pel·lícules durant les dècades del 1920 i 1930, entre les quals destaquen Napoléon, d'Abel Gance i La Passió de Joana d'Arc, de Carl Theodor Dreyer, entre d'altres.

## Infància i adolescència
Antonin Artaud nasqué a Bouches-du-Rhône, Marsella, l'any 1896, en el si d'una família d'ascendència grega procedent d'Esmirna (actualment Izmir). La seva mare donà a llum nou vegades, però tan sols Artaud i la seva germana sobrevisqueren a la infància.
A l'edat de quatre anys, Artaud patí una meningitis greu que li deixà seqüeles permanents. A partir d'aquell moment, la vida d'Artaud estigué marcada pel dolor constant, els trastorns psíquics i per un temperament nerviós i irritable. Des de ben jove, fou tractat amb opiacis per combatre el dolor, cosa que també el marcà de per vida. L'any 1905, Germaine, la seva germana, morí. Això marcà profundament Artaud, que en aquells moments encara era una persona summament creient. Antonin tenia vuit anys quan morí la seva germana Germaine, de només set mesos. Aquest cop dur agreujà encara més la fràgil salut d'Artaud, que ja des de jove desconfià de tots aquells que no podien comprendre el seu patiment. Encara era molt petit, però ja havia vist molt de dolor i morts i ja creia que la malaltia no tan sols ataca el cos, sinó també l'esperit. Des de la seva joventut, Artaud fou de l'opinió que tot malestar físic es mostra tan sols com a símptoma d'un patiment molt més gran: la impossibilitat d'entendre les causes de la desesperació.
L'any 1914, després de patir una crisi depressiva pensà a inscriure's al seminari. El catolicisme, doncs, influí en la vida d'Artaud. En acabar la secundària, fou internat en una clínica fins que l'any 1916 fou cridat a files. Al cap de nou mesos, fou eximit d'haver de prestar servei a l'exèrcit per incapacitat. Artaud fou una persona que des de jove fou internat constantment en clíniques i sanatoris. Després d'haver estat cridat a files, passà quasi dos anys ingressat a Chanet, una clínica suïssa, on pel que sembla, entrà per primer cop en contacte amb l'opi i el làudan, substàncies a les quals fou addicte tota la vida.
Artaud començà a desenvolupar capacitats artístiques de molt jove. En l'adolescència, ja escrivia poemes i dibuixava amb entusiasme. Als catorze anys, va fundar una revista de literatura en què publicà els seus primers escrits. Els signà sota el pseudònim de Louis des Attides.
També, en la seva adolescència, començà a llegir poemes de Baudelaire, Rimbaud, Nerval, que el posaren en contacte amb un món nou. Als textos d'aquests poetes, totes les regles de la poesia tradicional apareixien violades. Artaud trobà en aquests autors quelcom de fonamental per a la seva obra futura.

## Primers anys a París
L'any 1920, la seva salut es veié aparentment millorada i decidí marxar a París –segons alguns autors, per sotmetre's de nou a un tractament–. Fins aleshores, Artaud només havia publicat poemes a la seva ciutat natal. En arribar a París, Artaud volgué encaminar la seva carrera a l'art.
Sembla que, quan Artaud hi arribà, quedà en mans del Dr. Tolousse, psiquiatre conegut pel seu gran interès en els mecanismes del geni i la creació artística. En aquesta època, Artaud continuà escrivint poesia. També pintava i dibuixava. El metge se sentí atret per la qualitat i la lucidesa del treball d'Artaud i li suggerí publicar alguns poemes i cròniques. Els seus treballs apareixen en la revista Demain, creada pel mateix Tolousse. També durant la tardor del 1920, el poeta Max Jacob posà en contacte Artaud amb figures importants del grup surrealista. En un principi, l'entusiasmà la idea de trobar-se entre persones que comparteixen els seus mateixos ideals. Sembla que la sensació de lluita en comú li brindà certa seguretat. No obstant això, sembla que tampoc trigà a advertir que no tots els surrealistes lluitaven pel mateix. Sobretot, sembla que notà que la seva pròpia lluita era diferent de la de la resta dels seus companys. De tota manera, aquesta primera aproximació als artistes d'aquell moviment, influí Artaud de forma decisiva. Tota la seva obra posterior portà les marques del surrealisme. El moviment surrealista representà un gran intent d'alliberar l'ésser humà. Artaud no podia romandre aliè a aquesta crida de rebel·lió. L'esperit de ruptura i insurrecció contra tots els valors establerts el seduïren i donà suport, sobretot, a les idees del moviment contra la figura autoritària del pare i de la família. Durant aquests primers anys del surrealisme, Artaud va anar definint les seves idees sobre la revolució. La revolució per a Artaud no implicava un canvi d'una cosa per una altra. La veritable insurrecció per a ell obligava a destituir el vell i començar a construir de nou, des del no-res.
Sembla que fou a París i durant aquest mateix any quan Artaud deixà enrere la seva passió per a la cultura clàssica i el seu primer pseudònim, Louis des Attides. El mateix any 1920, a part d'haver començat a col·laborar amb revistes com Demain, escrigué també articles puntuals per L'ère Nouvelle, Action i La Criée.
Quan Artaud arribà a París, la ciutat estava vivint una època, si més no, singular, a la vegada que artísticament molt rica. El cubisme ja feia temps que s'havia gestat i havia pres importància a París amb autors com Braque i Picasso, que en aquells moments hi residien. Modigliani i Degas havien mort feia poc a Montmartre. Brancusi i Apollinaire romanien actius a París i faltava poc perquè el dadaisme crític i el grup surrealista del qual formà part hi prenguessin una gran importància. Fou aquest clima de fervor artístic en què Artaud començà la seva carrera artística. L'any 1921, debuta a l'Atelier de Dullin, la companyia en la qual treballarà com a actor. En un inici, començà realitzant papers menors en obres com Les scrupules de Sganarelle, d'Henri de Régnier.
Un any més tard, el 1922, Artaud inicià la seva carrera cinematogràfica. La seva relació amb aquest mitjà es perllongà fins a l'any 1935. També durant la seva estada a l'Atelier Dullin, probablement durant la tardor del 1921, Artaud conegué Génica Athanasiou, amb qui mantingué una relació complicada i una llarga correspondència pòstumament publicada. Génica Athanasiou era actriu de l'Atellier Dullin quan Artaud ingressà en aquesta companyia.
L'any 1923, Artaud publicà un primer llibre de poemes titulat Tric trac du ciel, en una edició de 112 exemplars, fruit de la col·laboració amb Action, La Criée i Mercure de France. Fou en aquest moment quan Artaud decidí enviar alguns dels seus poemes a Jacques Rivière perquè aquest els considerés. Rivière sentencià que aquells poemes no podien ser publicats en la Nouvelle Revue Française, però es mostrà interessat a conèixer l'artífex que els havia creats. Després de la seva trobada, Artaud i Rivière s'intercanviaren un llarg nombre de cartes, publicades pel mateix Artaud l'any 1927, dos anys després que haguessin estat publicats els seus dos reculls de poemes més coneguts: El melic dels limbs, 1925 (L'ombilic des limbes) i El pesanervis (Le pèse-nerfs).

## Artaud i el surrealisme
Cap al 1924, el vincle d'Artaud amb els surrealistes es tornà molt intens. Breton, el líder del moviment, convidà Artaud a participar en les activitats surrealistes de manera més activa. Breton estava fascinat per les idees d'Artaud en relació amb el teatre. Els dos coincidien en la necessitat d'introduir l'extraordinari en l'escena i a desplaçar a un paper marginal els textos literaris. Els surrealistes reprengueren aquestes idees d'un moviment d'avantguarda anterior que era el dadaisme. Ens trobem a l'època de la Revolució surrealista. Aquesta publicació nasqué per a servir d'òrgan de difusió de les idees del moviment. Breton encarregà la redacció del tercer número de la revista a Artaud. Aquest li donà un gir inesperat a l'edició. Els seus textos estaven escrits en forma de cartes. Les dirigí als representants de les institucions contra les quals el surrealisme orientava la seva protesta. L'entusiasme de l'activitat amb els surrealistes es veié aplacat per la mort del seu pare el setembre del 1924.
El 10 de desembre del 1926, Artaud fou expulsat definitivament del grup surrealista. Breton i els seus companys publicaren un pamflet titulat El gran dia. Aquest escrit estava ple d'expressions contra Artaud. Per als surrealistes d'aquell moment, la revolució havia de concentrar-se en tots els aspectes de la vida, també en el polític. Breton insistí en la necessitat de buscar objectius comuns amb la lluita del Partit Comunista. Artaud no volgué adherir-se a cap partit. Tampoc acceptava les pràctiques de la política comunista. Mantingué la seva idea de revolucionar les condicions interiors de l'ànima humana com a primer pas d'una revolució veritable. Els surrealistes consideraren que aquesta actitud era un acte de covardia. ,La resposta d'Artaud no trigà a arribar. Ho feu per mitjà d'un manifest: En la gran nit o el bluff surrealista. Artaud no atacà personalment cadascun dels surrealistes. En canvi, aclarí que seguia valorant molts escrits dels seus antics companys. Però no els perdonà que intentessin donar a la revolució tan sols un sentit pràctic. Els acusà de fer encara més opac el veritable objectiu inicial de l'aventura surrealista.
Per a ell, el surrealisme no morí el dia en què Breton i els seus adeptes resolgueren que era un deure adherir-se al partit comunista. Estava decidit a continuar ell sol l'aventura. Per a Artaud, ser surrealista continuava sent una manera de descobrir els secrets de l'existència. Per a ell, l'art no podia transformar-se en l'instrument de propaganda d'un partit. Això representava la seva mort. Artaud opinava que el marxisme i el surrealisme eren dues postures irreconciliables. Concordava amb la idea d'oposar-se al capitalisme, però no creia que la ideologia marxista ajudés a disminuir els veritables patiments de l'ésser humà. Salvador Dalí correrà la mateixa sort deu anys més tard, quan serà expulsat per Breton per no avenir-se amb els postulats filocomunistes del grup i, a més, utilitzar el sentit de l'humor per a mostrar-los les contradiccions entre la llibertat mental propugnada pel moviment i les condicions comunistes.

## Artaud com a actor
L'any 1920 resultà decisiu per a Artaud, no sols per la seva vinculació amb els surrealistes, sinó també perquè fou l'any en què començà a fer d'actor. El Dr. Tolouse romangué atent a totes les inquietuds artístiques d'Artaud, i el posà en contacte amb el director de teatre Lugné-Poë. El director advertí de seguida que Artaud posseïa una sensibilitat extrema per al teatre. També coneixia els seus problemes i estava al corrent de la seva necessitat de consumir opi per calmar-se els dolors físics.
Les primeres caracteritzacions que realitzà Artaud sorprengueren Lugné-Poë. L'any següent, el director muntà una obra amb la seva companyia i li atorgà un paper. Aquestes primeres experiències foren suficients per a despertar en Artaud un gran entusiasme en relació amb el teatre. Posà una minuciosa atenció en tots els detalls vinculats a la posada en escena. Exigí per al teatre el mateix que sol·licità per a la bona poesia: posar-hi el cos. Creia que com més se li demana al propi físic, més lliure es manifesta l'esperit. Tot el seu treball apuntava a despertar en l'espectador una reacció integral, és a dir, emocional, però també mental, espiritual i corporal. Volgué brindar a l'audiència la possibilitat de viure en el teatre el naixement d'alguna cosa nova, que amb cada escena, l'observador i l'actor se sentissin com davant del començament del món. Artaud es plantejà l'actuació com una activitat que depengués més del gest, de l'atmosfera i de l'espai que del text i de la paraula.

### El teatre de Charles Dullin
Per mitjà d'un actor amic, Artaud conegué el director de l'Atelier, Charles Dullin, qui el convidà a incorporar-se al seu teatre. Artaud acceptà i abandonà el seu treball amb Lugné-Poë per dedicar-se de ple a l'experiència amb Dullin. Dullin tenia molts punts en comú amb Artaud. Els dos van intentar ordenar-se sacerdots de joves. Els dos sostenien una actitud crítica enfront dels usos comuns del teatre de la seva època. Ambdós simpatitzaven amb les idees surrealistes. Des del començament, Dullin li brindà a Artaud la possibilitat de desenvolupar-se en totes les àrees del treball que ell considerava importants per a un actor. No tan sols li permeté investigar les seves capacitats d'actuació sinó que també l'estimulà a encarregar-se del disseny d'escenografies i vestuari. Artaud destacà en la creació de vestits i maquetes i s'entusiasmava amb els exercicis d'improvisació.
Dullin proposava als seus alumnes improvisacions. En aquestes, els actors no havien de representar els seus conflictes, sinó «pensar-los». Pensar involucrava una activitat diferent de la lògica o al raonament. Pensar significava donar vida. Artaud gaudia d'aquestes improvisacions: gesticulava de manera exagerada, distorsionava la veu i simulava convulsions de tot el cos. A Artaud, el fascinà la nova interpretació que Dullin havia atorgat al concepte de pensar. Artaud portà més endavant aquesta idea, fins a l'extrem, criticant tota possibilitat de pensament que fes ús de la paraula. La paraula porta dins seu un o diversos significats, i per a ell el sentit no podia fixar-se. Per a alliberar el sentit, calia alliberar el pensament de les paraules. Un pensament format per termes és quelcom el sentit del qual està acabat. El pensar que Artaud anomena poesia no té res a veure amb la construcció de poemes. Ell cercà un llenguatge propi per al teatre, ja que considerava que el text era el que és propi de la literatura i que, per trobar el seu veritable idioma, el teatre havia d'alliberar-se de les paraules.

### El teatre oriental
Dullin transmeté a Artaud la seva fascinació pel teatre oriental. Un grup teatral japonès arribà a Marsella l'any 1922. Artaud assistí a una representació en què veié que els japonesos actuaven davant d'un temple reconstruït. De les parets, penjaven enormes màscares de colors vius i cabelleres negres. Aquesta escenografia sorprengué molt Artaud. Es quedà meravellat amb els recursos escènics dels japonesos, sobretot pel fet que res quedava fora de l'espectacle: la música, la gesticulació i el desplegament del decorat. El teatre oriental no desaprofitava cap de les possibilitats físiques i psíquiques de la teatralitat. Artaud cregué que occident havia d'aprendre una lliçó del teatre oriental. Artaud creia que els actors i directors occidentals abusaven del text, recolzant-se en la paraula per culpa del desconeixement que tenien sobre el poder expressiu d'altres recursos.

### Artaud i el cinema
Durant la mateixa època que escriu cartes a Rivière, Artaud començà la seva carrera d'actor al món del cinema. Sempre va tenir una relació ambigua amb aquest art. Per un cantó, considerà que el cinema podia tenir la capacitat de transformar-se en un llenguatge revolucionari. Per l'altre, mantingué una actitud crítica amb la manera en què l'activitat cinematogràfica es desenvolupava. El cert és que les pel·lícules que es filmaven no complien amb els requisits que Artaud sol·licitava. De tota manera, intentà dur a la pràctica les seves idees. Acceptà diferents papers en diferents films i escrigué alguns guions. Artaud proposà que el cinema ocupés el lloc de l'ull humà, però no un simple ull que tan sols reflectís el món, sinó un ull que mostrés tot allò que generalment roman ocult en la visió quotidiana. Els somnis d'Artaud es frustraren definitivament amb l'arribada del cinema sonor. Opinà que la paraula aturava la poesia espontània que hi havia a les imatges. Les tècniques de doblatge li provocaren un rebuig absolut cap al cinema. Tot i així, encara va acceptar algun paper en alguna altra pel·lícula.

### El teatre Alfred Jarry
Als trenta anys, Artaud tenia una vasta experiència teatral. Havia començat a tenir algunes diferències amb els membres del grup surrealista, entre altres coses perquè Breton sentia una gran desconfiança per tota representació pública que suposés la necessitat de reunir diners per ser duta a terme. Opinava que l'obligació de reunir fons limitava la llibertat dels artistes.
Artaud sentia la urgència de trobar un espai on dur a terme les seves idees sobre el teatre. Juntament amb dos companys –Robert Aaron i Roger Vitrac– decidí fundar el Teatre Alfred Jarry. Aquest nom fou escollit com a homenatge a la figura del dramaturg francès de la fi del segle xix, que era vist per Artaud com un precursor de les seves pròpies idees teatrals. L'any 1926, aparegué el primer manifest del teatre Alfred Jarry. Aquesta publicació tingué com a efecte immediat l'agreujament del conflicte amb els surrealistes. Vitrac i Aaron ja havien estat expulsats del moviment. La relació d'Artaud amb Breton va arribar a la seva fi. Breton no estava d'acord amb els nous projectes d'Artaud. D'altra banda, Artaud es negà a adherir-se al comunisme. Transcorregueren més de sis mesos entre el moment en què els tres amics decidiren formar el nou teatre i la primera representació. El problema principal fou reunir els diners per realitzar la primera experiència teatral. Això es va resoldre en vendre les localitats per avançat al preu més car possible. Finalment, el teatre Alfred Jarry obrí les portes l'1 de juny del 1927.
Durant els quatre anys següents a la ruptura amb els surrealistes, Artaud continuà treballant al Teatre Alfred Jarry. Entre el 1927 i 1930, feu tan sols quatre espectacles i un total de vuit representacions. L'escassa producció no es degué al rebuig per part del públic sinó a la falta de recursos econòmics. Per altra banda, Breton i els seus antics companys no perderen ocasió de pertorbar el treball d'Artaud. Interromperen de manera escandalosa en el tercer espectacle del Teatre Alfred Jarry. Els obstacles foren múltiples. Al final, el teatre d'Artaud tancà les portes definitivament l'any 1929.

### El teatre de la crueltat
Per a Artaud, el teatre de la crueltat havia d'igualar-se a la vida. Però no a la vida individual de cada persona, que és la seva vida aparent. La funció del teatre de la crueltat havia de portar a escena una realitat diferent de la quotidiana: la realitat de l'extraordinari.
L'extraordinari és, per a Artaud, allò que no està contaminat per les idees de la moral i de la cultura i que, per tant, implica un retorn a una consciència primitiva, associada al ritual i a la noció de màgia. La màgia no pot ser entesa tant com un conjunt de trucs, sinó que es tracta d'una operació que permet eliminar els falsos límits entre el cos i l'ànima.
Un teatre que apel·li a aquest llenguatge ritual ha d'utilitzar signes físics universals o jeroglífics, per tal d'actuar per encantament i crear la seva pròpia realitat. Per aquesta mateixa raó, Artaud cregué que resultava contraproduent que en l'escenari es tractés de copiar la vida diària. En la base del teatre que Artaud proposà es mostrà un rebuig absolut a la imitació.
Un teatre d'aquesta naturalesa ha de crear el seu propi llenguatge. La literatura, la música i totes les altres arts poden aportar elements, però la reunió de totes aquestes col·laboracions ha de donar un producte totalment nou. Aquesta és la tasca que proposà Artaud per al teatre. Les bases del seu projecte, les escrigué en els seus «manifestos de la crueltat».

#### Primer manifest de la crueltat
El primer problema que plantejà el manifest de la crueltat fou el del llenguatge. Artaud opinava que el teatre no podria recuperar els seus poders específics d'acció fins que no trobés un llenguatge que li fos específic. Això implicava que la posada en escena no havia de recolzar més en la paraula del text. Per fer del teatre un «espectacle total», s'havia d'acabar amb el respecte desmesurat dels actors cap a la literatura i cap a les indicacions que els dramaturgs posaven per escrit. Artaud cregué que la poesia i l'eficàcia del teatre s'esgotaven amb més lentitud que la de la poesia escrita, perquè el teatre pot apel·lar al gest amb l'èmfasi de la pronunciació. Aquests diferents recursos són específics del fet teatral. Encara que es reiterin els gestos sobre l'escenari, mai es fa de la mateixa manera. Cada espectacle és únic i irrepetible i, per tant, existeix una eficàcia renovada en cada funció.
En el llenguatge de la crueltat, ha de predominar l'expressió en l'espai per sobre de l'expressió parlada. Hi intervenen els sons, la música i també el suport visual dels objectes, els moviments i les actituds de cada personatge. Les paraules es transformen simplement en signes, desproveïdes del significat que normalment se'ls atorga. Aquestes també esdevenen objectes i passen a formar part d'un nou idioma teatral que l'espectador ha de desxifrar, com si es tractés de jeroglífics.
Per a Artaud, la imatge d'un crim presentada en les condicions teatrals adequades és infinitament més terrible per a l'esperit que l'execució real d'aquest mateix crim. Estava convençut que el públic pensa principalment amb els seus sentits. Per això mateix, cregué que resultava absurd dirigir-se preferentment a la seva ment o al seu enteniment. Artaud estava en contra d'un teatre que tan sols plantegés conflictes psicològics. En el llenguatge que proposà per a la crueltat, es posà de manifest una energia d'intensitat superior a les forces de la pròpia vida.
Al primer manifest del teatre de la crueltat, Artaud no donà gaires descripcions de les tècniques que s'havien d'utilitzar en el seu teatre. Més que la manera, explicà els objectius que s'havien d'aconseguir per mitjà de les tècniques. L'objectiu principal era fer del teatre una funció, al sentit literal de la paraula, quelcom que funcionés com un mecanisme perfecte capaç de generar il·lusió i encantament en l'espectador. Un espectacle que permetés als assistents fer-se un replantejament de la seva realitat externa i interna. Per a Artaud, qualsevol tècnica havia d'estar al servei del nou llenguatge teatral. La meta era transgredir els límits de la paraula i portar a l'escenari una creació total. Allà l'ésser havia de recobrar la seva veritable ubicació en l'univers. La posada en escena en el teatre de la crueltat està a càrrec d'un únic creador, que té una doble responsabilitat: l'espectacle i l'acció. D'aquesta manera, se suprimeix la diferència entre autor i director.
Artaud volia que s'estudiessin els veritables efectes del so i de la il·luminació sobre l'esperit. Quant a la llum, creia que s'havia de revisar la gamma de colors, els matisos i totes les possibilitats tècniques que permetessin introduir la llum com un personatge més en l'escena. Pel que fa al vestuari, Artaud s'inclinà per deixar de banda la roba moderna. Preferia els vestits mil·lenaris, utilitzats en els antics rituals, ja que creia que aquests atorgaven aparences reveladores, vinculades a tradicions primitives.
Amb Artaud, també se suprimí l'espai entre l'escenari i el lloc des del qual observaven els espectadors. Així es podia restablir una comunicació directa entre espectador i espectacle, entre l'actor i l'espectador. La idea de l'escenari com a espai separat on es desenvolupava la posada en escena anava en contra dels objectius del teatre d'Artaud. Per a aquest, l'espacialitat no estava relacionada només amb una idea de lloc. Els actors, les màscares, la música, els moviments de la llum, la situació de l'espectador amb relació a allò que observa, formaven l'espai teatral en el seu conjunt.
Artaud insistí en la idea de suprimir tot ornament o element accessori de l'escenografia teatral. En comptes d'això, volgué incorporar la presència dels «personatges jeroglífics». Així és com anomenava Artaud els maniquins de més de deu metres d'alçada, els instruments musicals grans i els objectes amb formes i fins desconeguts que incorpora a l'escena.
En l'elecció de les obres per al teatre de la crueltat, el més important per a Artaud fou mantenir la decisió de no interpretar peces que estiguessin escrites. Artaud utilitzà com a base temes, fets i arguments d'obres conegudes, però les transformà al seu gust i segons les necessitats de cada funció. La disposició mateixa de la sala, els actors i els espectadors l'obligaren a fer modificacions que li permetessin aprofitar al màxim l'espai. En interpretar aquestes peces, l'actor esdevenia un element més que acompanyava tota la resta dels components de l'escenari. La seva eficàcia no deixava de ser important perquè l'espectacle tingués èxit, però no es permetia que els actors tinguessin cap iniciativa personal en la seva actuació a escena.
El primer manifest de la crueltat es tancà en la descripció d'un programa. S'hi mencionà la intenció de dur a escena històries conegudes, com la caiguda de Jerusalem segons la Bíblia, la història d'en Barbablava i altres mites i relats. Artaud tornà a assenyalar la seva intenció de no seguir fidelment el que s'ha escrit. Fins i tot, planejà deslliurar completament algunes obres dels seus textos respectius, conservant tan sols les indumentàries de l'època, les situacions i alguns personatges. Finalment, Artaud no pogué dur a terme aquest programa.
El primer manifest de la crueltat es publicà l'octubre del 1932. Aparegué en la Nouvelle Revue Française, la mateixa revista que anys abans havia publicat la correspondència entre Artaud i Jacques Rivière.

#### Segon manifest de la crueltat
Aquest manifest es publicà l'any 1933. Allà s'especificaren més els temes i les tècniques del teatre de la crueltat. Artaud puntualitzà que en el seu teatre s'escollirien temes que corresponguessin a l'agitació i la inquietud característiques de l'època. Però ho feu a la seva manera, oposant-se a la tendència econòmica, utilitària i tècnica del món. L'objectiu era posar de moda de nou les passions essencials humanes de tots els temps. Tingué preferència pels temes còsmics i universals.
Pel que fa a les tècniques, en el segon manifest posà gran insistència en la utilització dels espais. S'havien d'utilitzar tots els plans de l'espai i tots els graus de perspectiva en profunditat i alçada. Aquesta utilització dels espais havia de permetre donar a l'espectador una idea particular del temps. En un temps donat, s'havien de realitzar el nombre més gran de moviments possibles. Lligades a tals moviments, s'afegien el nombre més gran possible d'imatges físiques. Aquestes imatges s'havien d'obtenir per mitjà de col·lisions d'objectes, crits, silencis i ritmes que creessin un veritable llenguatge físic de signes.

#### El teatre i la pesta
Un parell de mesos més tard, després de publicar el Segon manifest de la crueltat, Artaud feu una conferència a la universitat de la Sorbona. La conferència es titulà «El teatre i la pesta». Artaud intenta establir una comparació entre els efectes que provoca la pesta en establir-se en una ciutat i els efectes del seu teatre de la crueltat. Segons ell, el desordre provocat per la pesta desperta forces socials violentes que es manifesten d'una manera extrema. Les persones traspassen els límits establerts per la moral i els costums. En el deliri i la desesperació enfront de la mort col·lectiva, es desperten les forces més fosques de la ment humana. Els gestos humans es tornen extrems. Per a ell, succeeix el mateix amb el teatre de la crueltat. Per a Artaud, el teatre podia tenir la capacitat de restituir els conflictes que rauen en els éssers humans amb tota la seva força i poder. Aquest poder s'havia de mostrar a escena com un símbol. Tant el teatre com la pesta obliguen l'ésser a veure's tal com és. Descobreixen la mentida, sacsegen les persones de la seva inèrcia.
Artaud també establí una comparativa entre l'infectat per la pesta i l'actor. Moltes vegades, la pesta ataca el cos humà de forma extrema, però els òrgans i les vísceres romanen intactes. L'infectat per la pesta mor sense que la matèria interna li sigui destruïda, mostrant tots els signes exteriors d'un mal absolut. En l'actor succeeix quelcom similar. Tant l'esperit de qui està infectat com el de l'actor es modifiquen per sempre. En el primer, la fi és determinada per la mort física. En l'actor, es provoca l'aniquilació d'una realitat mentidera. Aquesta mort permet el descobriment d'un món interior més autèntic.

#### Heliogàbal, l'anarquista coronat
L'any 1934, Artaud escrigué la història d'Heliogàbal, descendent d'una dinastia assíria. Es tractava d'una dinastia de sacerdots que practicaven el culte al Sol. Heliogàbal és el nom que escull el protagonista d'aquesta història en ser coronat emperador de Roma als divuit anys. Aquest nom prové d'un déu que pertanyia a una antiga cosmogonia. L'elecció del nou nom és símbol de la intenció del recent emperador, que vol canviar l'ordre imperant a Roma i recuperar l'esperit dels primitius. El regnat d'Heliogàbal fou molt curt, ja que aquest fou assassinat per la seva pròpia guàrdia. Artaud narrà el culte al déu Sol al temple d'Emesa mantenint en tota la descripció paral·lelismes amb una posada en escena. Els elements que hi havien intervingut s'ubiquen d'acord amb els principis de la crueltat. Els crits i les imatges simbòliques i gestuals havien de donar vida a un escenari on la paraula és deixada en un segon terme.
Els rituals al sol estan barrejats amb el culte a la lluna. El ritual mostra els dos principis, el femení i el masculí. La intenció d'aquest cerimonial és recuperar l'antiga unitat del tot. Per a Artaud, si els principis de l'univers estan separats, la responsabilitat és de la cultura. Roma pertany a la cultura occidental, que Artaud considera culpable de trencar diferents unitats: la de l'irreal i la del real, la del femení i el masculí, la de l'ésser humà i la naturalesa, la de l'art i de la vida.
Heliogàbal és per a Artaud l'exemple de la insurrecció total que ell busca per a les persones. Es rebel·la contra els déus i contra el poder polític de Roma. Els rituals del culte al Sol estan carregats d'imatges d'erotisme violentes, sacrificis brutals i mort. Però aquesta agressivitat no resulta gratuïta, sinó que més aviat és el símbol d'una guerra de l'esperit contra l'esperit mateix. Les persones es tornen guerreres per acabar amb la separació dels principis universals. Aquests principis governen l'esperit humà, i els principis són una força. Les forces disperses provoquen alienació humana.
Per a Artaud no existia diferència entre la idea d'un Déu i la idea d'una força, sinó que són els europeus els qui fabriquen aquesta diferència en posar nom als déus. Per a Artaud, una cosa anomenada és una cosa morta perquè es troba separada de la unitat. La unitat inclou les contradiccions de l'ésser humà i de l'univers, i tota cultura que intenta eludir les seves contradiccions és una cultura fragmentada. Heliogàbal és la imatge de totes les contradiccions humanes. És a la vegada rei humà i rei solar. La seva religió és la del sol-mascle però també la de la lluna-femella. Ell mateix vol ser home i dona a la vegada. Artaud descrigué un ritual en el qual se simulava la castració de l'home que apareixa vestit de dona. Això representava la necessitat de fusionar contraris.
El nom d'aquest llibre és Heliogàbal, l'anarquista coronat. Per a Artaud, estar dotat del sentit de l'anarquia era posseir el sentit de l'esforç que cal fer per arribar a una unitat. La diversitat prèvia a la reunió dels contraris implica un gran desordre. Heliogàbal, com a rei, es troba en una posició privilegiada per a reunir la diferència humana. Ho fa amb sang, crueltat i guerra. Ser anarquista no és ser un amant del desordre, sinó ser enemic públic de l'ordre establert. I l'anarquista coronat és aquell que suporta malament el seu regne. No desitja ser rei per a dominar, sinó que el seu desig és aplicar el seu poder per transformar la falsa harmonia de les coses. Per a Artaud, l'arribada de l'anarquia implica l'arribada de la poesia. En tota poesia hi ha una contradicció essencial. La poesia ha de provocar un gran desordre, fer que xoquin els contraris. D'aquest xoc neix un nou ordre.

#### Els Cenci
El maig del 1935, Artaud dirigí Els Cenci. Aquesta obra és una adaptació d'una tragèdia del poeta P. B. Shelley i de la crònica sobre un tema de Stendhal. La història tracta sobre l'assassinat d'un comte del segle xvi en mans de la seva mateixa filla.
La idea de l'incest és fonamental per a Artaud. Considerava que la prohibició d'un amor carnal entre pares i fills era la norma general que assegurava el domini de la cultura sobre la natura.
El comte Cenci té com a única ambició personificar el mal absolut. Celebra un banquet per als governants de l'Església i l'estat en què simbòlicament beu la sang dels seus fills. Amb aquest gest, Artaud parodià la cerimònia de la missa. Déu és el destructor dels seus fills. Però el comte és còmplice de Déu: sempre ha demanat al seu senyor la mort dels seus fills. Cenci també viola la seva filla, que és impulsada per una confabulació contra el seu pare. Beatrice, la filla, és finalment detinguda i executada.
A Els Cenci, els moviments que tracen els actors en escena formen una geometria perfectament definida. Els protagonistes es desplacen mostrant figures fàcilment recognoscibles pel públic: cercles, paral·leles o triangles. Aquests desplaçaments físics tenen un sentit precís determinat per Artaud. La utilització del cercle, per exemple, té per a Artaud el sentit d'un món tancat i circular de crueltat. En combinar la rigidesa de la geometria amb unes imatges d'intens primitivisme, Artaud espera que el públic perdi la seguretat respecte a les seves posicions familiars amb relació a l'univers físic.
Els Cenci fou dut a escena disset vegades. Després l'espectacle se suspengué. Això implicà per a Artaud la culminació d'un seguit de fracassos. La seva salut es debilità i els directors de teatre desconfiaven de la seva persona. No tenia diners i el personal que estava a càrrec seu li reclamava els sous. Tot això deixà Artaud amb una sensació de fracàs social i material. Ja no creia que la seva idea de crueltat pogués desenvolupar-se a París. És per això que començà a pensar a marxar.

### Viatge a Mèxic
Artaud prenia notes sobre cultures antigues des del 1933. Els llibres grecs, els llibres dels morts del Tibet, el Bahbad Gità o la Càbala representaven per a ell fonts d'inspiració. De Mèxic, l'interessaren els rituals de les cultures anteriors a l'arribada dels espanyols a Amèrica. Creia que en aquesta cultura era possible trobar-hi les forces primàries que ell buscava, ja que considerava que aquestes encara poden fluir per les venes dels indis mexicans, en ser, segons Artaud, els únics que romanien intactes a la «contaminació cultural d'Occident». Artaud considerava que la cultura dels colonitzadors era una força negativa. Per contra, els conquerits reflectien un coneixement profund de les coses. A Mèxic, la proximitat de la terra, el fluir de la lava volcànica i la presència indígena podien ajudar a sanejar la ferida existent entre el cos i l'ànima. Una ferida que, d'altra banda, Artaud cregué que havia estat oberta pels europeus. Creia que, per això, potser els mexicans podien comprendre millor com el teatre, tal com Artaud el plantejava, podia tornar-li energia a una cultura morta. L'agost del 1935 començà a preparar un seguit de conferències per ser pronunciades a Mèxic.
Antonin Artaud necessitava diners per a realitzar el viatge a Mèxic. Desitjava que se li atorgués al seu viatge caràcter de missió. Aquesta missió consistia a rescatar les cultures prehispàniques dels poders moderns. Finalment, l'ambaixador de Mèxic a França col·laborà amb Artaud amb una ajuda de caràcter econòmic que li va servir per a poder-se pagar el bitllet fins a Mèxic.
El vaixell on viatjava Artaud va detenir-se quasi tres dies a l'Havana. Durant aquests dies, Artaud entrà en contacte amb un bruixot negre que li regalà una petita espasa de Toledo. Aquesta espasa es convertí en un dels principals amulets d'Artaud. Tingué la certesa de tenir a les mans un objecte carregat de poders extraordinaris. Artaud desembarcà a Mèxic el 7 de febrer del 1936.
Feu conferències per poder-se mantenir econòmicament, però també pretengué educar la joventut mexicana en el surrealisme, ja que creia que aquest rescatava els mateixos valors que les cultures indígenes desplaçades. En la seva conferència anomenada Surrealisme i revolució no atacà directament la revolució marxista, però senyalà que el comunisme s'enfrontava de manera molt parcial al fet humà, ja que deixava de banda el fet espiritual. En la conferència L'home contra el destí, Artaud s'oposà a una falsa idea de fatalitat. Aquesta idea de fatalitat s'expressa a partir de mites temibles, quan el veritable sentit d'aquests mites no hauria de ser l'horror, sinó mostrar que l'ésser humà no ha de témer el destí, sinó enfrontar-s'hi.
Artaud arribà a Mèxic per parlar de la destrucció d'una cultura racionalista i tecnològica que fa mal a l'ésser, però aviat descobrí que el que ell volia era trobar-se directament amb els indis de Mèxic per poder comprovar l'eficàcia de les seves idees de la revolució.

#### Els tarahumares

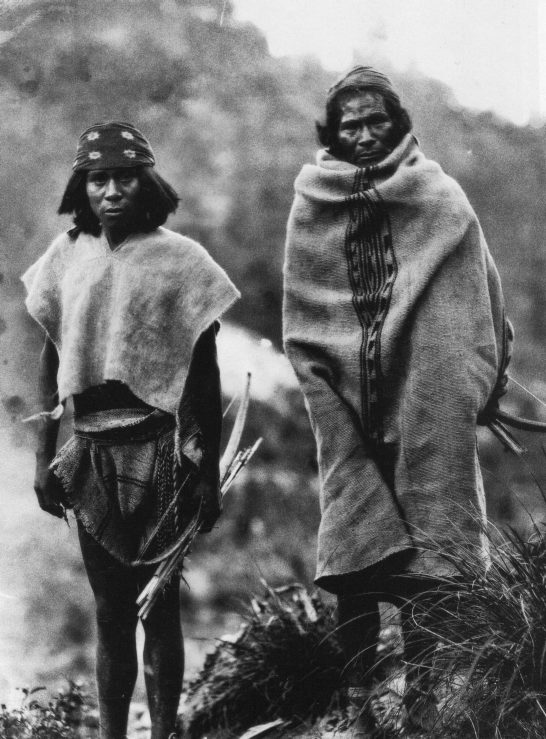
Una parella de tarahumares, l'any 1892.

Les publicacions d'Artaud en la premsa mexicana i les seves conferències li permeteren guanyar prestigi suficient per sol·licitar una beca amb l'objectiu d'investigar la realitat dels indis tarahumara. Al final, se li concedí la beca i Artaud viatjà amb tren fins a la ciutat més propera a la zona habitada pels tarahumares. Allà conegué un personatge que l'acompanyà durant la resta del viatge com a guia. Artaud estava molt interessat a poder participar en la cerimònia del peiot, una planta que té propietats al·lucinògenes, la qual Artaud no creia que fos tan sols una planta, sinó que també pensava que tenia un principi alquímic capaç de transformar la ment de l'ésser humà totalment.
Els tarahumares són una civilització que, segons Artaud, vigilen molt el doble. Perdre'l significa arriscar-se a quedar desconnectat del món. Les ànimes que s'allunyen del seu doble estan condemnades a vagar per un gran buit, per finalment acabar-se convertint en ànimes perdudes. La perdició significa la manca de relació amb les formes sagrades de l'univers, ja que totes les formes sagrades tenen el seu doble.
Els indis donaren una bona benvinguda a Artaud, perquè fou aquest qui aconseguí el permís per a la cerimònia del peiot. Un dels encarregats governamentals de mantenir en ordre els tarahumares volia impedir l'execució del ritual, però Artaud el convencé, dient-li que una prohibició d'aquest tipus tan sols conduiria a la insurrecció dels indis. Per agrair-li aquest fet, els indis li atorgaren a Artaud una unció.
Al cap d'uns dies, Artaud va entrar en contacte amb els sacerdots del tutuguri. Després de realitzar el ritual del tutuguri, Artaud rebé el peiot i participà en la dansa tutuguri. Al centre d'un cercle marcat sobre la terra es col·locava una foguera. Es clavaven deu creus al cantó d'on sortia el sol. De cada creu es penjava un mirall, amb la intenció que tota la cerimònia quedés reflectida a les superfícies d'aquests miralls, de manera que la cerimònia tingués el seu doble.

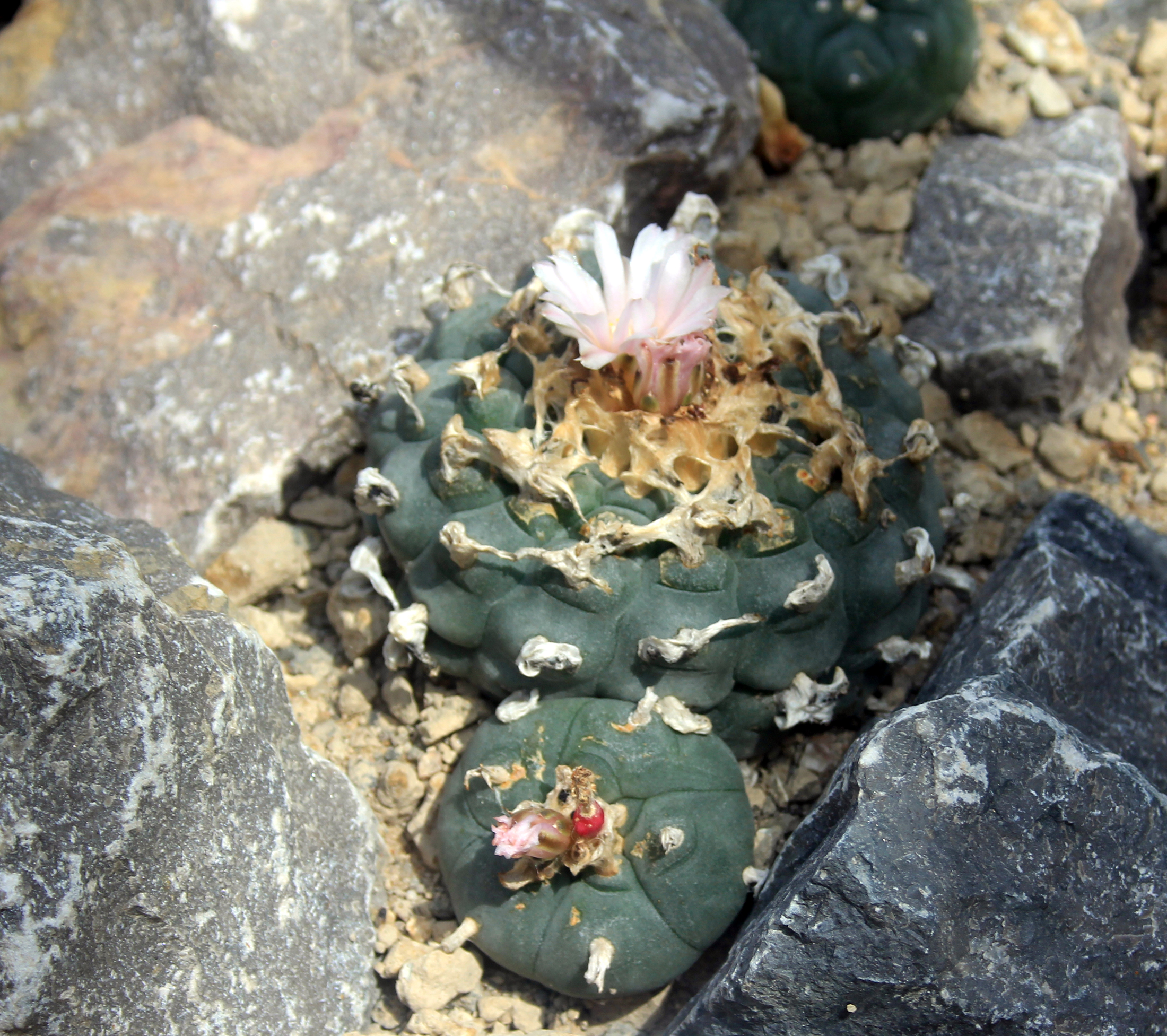
Peiot.

En aquesta cerimònia, els bruixots entraven i sortien del cercle, i als peus de cadascun es trobava un forat on es col·locava un recipient. Sobre aquest recipient, els bruixots ratllaven el peiot, i la dansa continuava fins que tot el peiot quedava distribuït. Després d'ingerir-lo, s'escopia dins del forat on s'havia col·locat el recipient per distribuir-lo, simbolitzant una purga que tan sols era possible gràcies als efectes màgics del peiot. Després de consumir peiot, Artaud i molts indígenes es quedaren adormits. Gradualment, els bruixots els despertaren per iniciar la fase final de la curació, en la qual aquests ratllaven peiot damunt del cap dels encantats per passar a la cerimònia de l'aigua.
Un cop Artaud finalitzà la seva estada amb els tarahumares, escrigué diferents articles en relació als rituals indígenes. Aquest tema es reiterà en molts dels seus escrits posteriors. L'any 1955, es publicaren tots aquests articles dispersos en un llibre anomenat Els tarahumares.

### Viatge a Irlanda i internaments
L'abril del 1937 un amic regalà a Artaud un bastó de tretze nusos. Aquest li col·locà una punta de ferro, cosa que feu que quan tocava el terra tragués espurnes. Artaud atribuí poders màgics al bastó, i arribà a creure que aquell era en realitat el bàcul perdut de sant Patrici. Sant Patrici és el patró dels irlandesos. Segons explica la història, aquest sant posseïa un bastó amb poders extraordinaris que mai ningú ha sabut trobar.
Artaud començà a pensar en la idea de viatjar a Irlanda. Per aquella mateixa època, publicà Les noves revelacions de l'ésser. Les idees que aparegueren en aquest text combinaren les experiències de la temptativa del teatre de la crueltat i les seves vivències amb els indis tarahumares. Aquests nous conceptes, els desenvolupà en una carta a Breton, amb qui havia reprès la relació d'amistat.

#### Viatge a Irlanda
L'agost del 1937, Artaud viatjà a Irlanda. La seva missió principal consistia a retornar el bàcul de sant Patrici als irlandesos, però també volia conèixer la terra on antigament es practicaven rituals celtes. A Dublín, Artaud protagonitzà nombrosos escàndols al carrer. En diverses ocasions fou detingut per la policia. En una de les ocasions, la policia li confiscà el bastó. A causa dels successius escàndols, la policia irlandesa decidí engarjolar-lo i deportar-lo. Artaud es mostrà enrabiat amb el poble irlandès per no haver comprès la importància de la seva missió, i es resistí a tornar a França sense haver complert el seu objectiu. A final de setembre del 1937, Artaud fou obligat a tornar a França. Al vaixell on fou embarcat, protagonitzà de nou diversos incidents en què es mostrà violent. Consegüentment, l'autoritat del vaixell decidí posar-li una camisa de força. Quan Artaud arribà a França, fou transportat a un psiquiàtric a prop de Rouen, on romangué fins a l'abril del 1938. Després fou traslladat al Sainte Anne Hospital, a prop de París.

#### Internaments

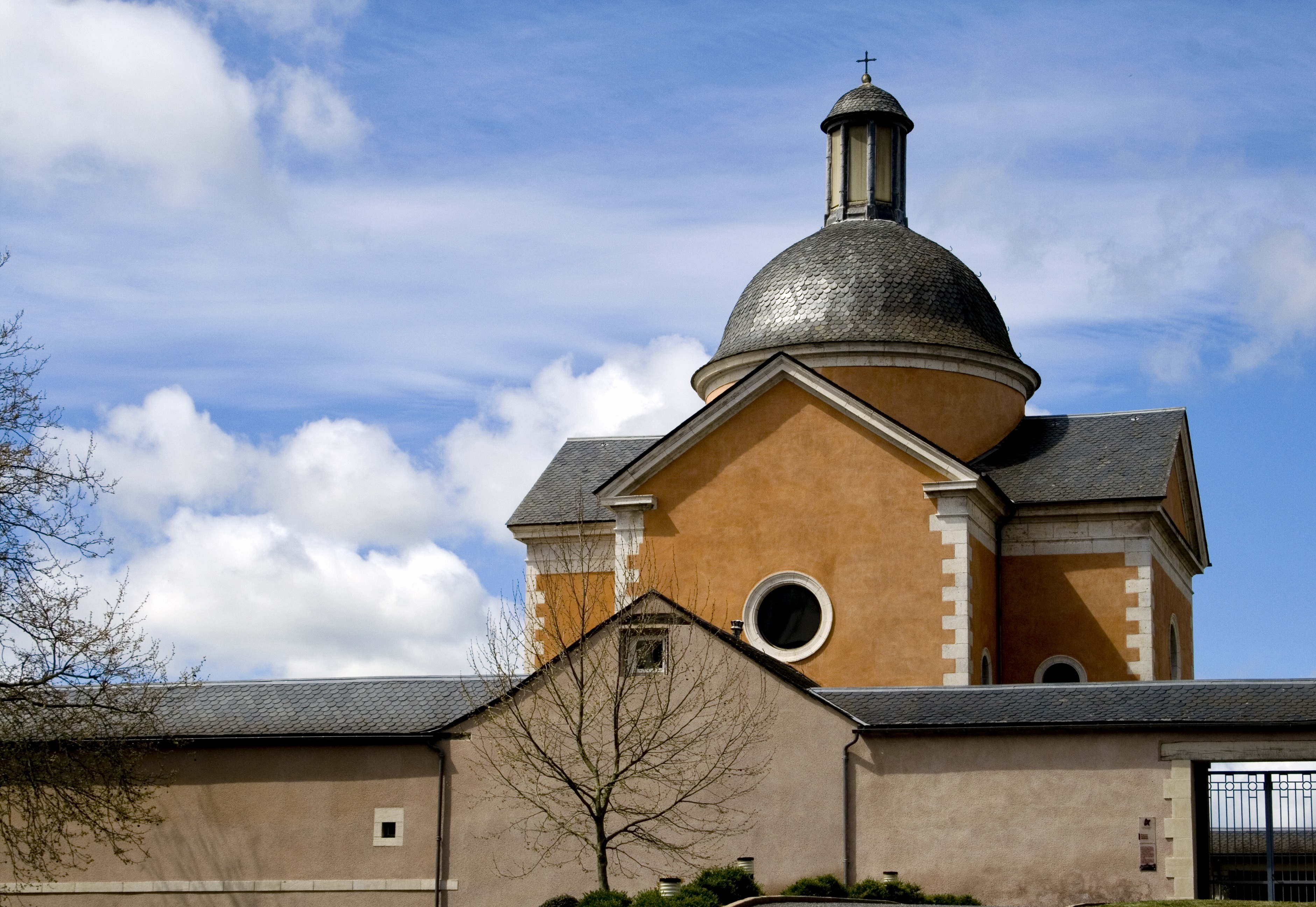
Chapelle Paraire, Rodez.

A principis del 1939, Artaud fou transferit de nou a Ville-Evrand, on romangué durant quatre anys més. Durant aquest internament, Artaud envià cartes estranyes als seus amics en papers cremats on escrivia encanteris. Artaud havia començat a enviar aquests encanteris estant a Irlanda, i continuà fent-ho al llarg de les seves estades en els diversos psiquiàtrics.
Durant la seva estava a Ville-Evrand, Artaud intentà seguir escrivint. Exceptuant les cartes que envià als seus amics, la resta del que hagués pogut escriure ha desaparegut.
Sabent que la situació d'Artaud no era bona a Ville-Evrand, Robert Desnos escrigué una carta al Dr. Ferdière, un antic aliat dels surrealistes que esdevingué director d'un asil per a malalts mentals. Finalment, els amics d'Artaud aconseguiren traslladar Artaud a Rodez, centre del qual Ferdière n'era el director. Rodez, a més, escapà del nazisme i de la guerra. Ferdière fou un dels pioners de l'electroxoc, i durant els dinou mesos que estigué internat a Rodez, Artaud rebé més de cinquanta sessions d'electroxocs. En una d'aquestes patí una fractura de vèrtebra. Progressivament, perdé totes les dents. Ferdière animà Artaud a dibuixar i a escriure de nou. Des de la seva arribada a Rodez, Artaud deixà de signar com a Artaud i adoptà el cognom matern de Nalpas, per passar a signar el que escrivia com a Antonin Nalpas. El setembre del 1939, tornà a firmar de nou com a Antonin Artaud. A Rodez, Artaud escrigué un diari personal que, després de la seva mort, fou publicat amb el títol de Quaderns de Rodez.
Quan acabà la Segona Guerra Mundial l'any 1945, Artaud fou visitat pels seus amics a Rodez. Aquests aconseguiren que se li concedís un permís per poder sortir del psiquiàtric de tant en tant. Fins que no aconseguí sortir de l'asil, tot el contacte d'Artaud amb el món real es reduí al seu contacte amb els amics. Per ells, s'assabentà que Desnos havia mort en un camp d'extermini.
El maig del 1946, Artaud rebé l'alta de Rodez. Se li encomanà a un estudiant de medicina que es fes càrrec de gestionar una habitació per a Artaud a la clínica d'Ivry-sur-Seine. Un grup d'amics organitzà activitats per recaptar fons en benefici d'Artaud. Es realitzaren subhastes de manuscrits i dibuixos oferts per diversos artistes i escriptors. André Breton muntà una posada teatral basada en alguns textos d'Artaud. També es reberen donacions de figures com Picasso, Sartre o Simone de Beauvoir. A Ivry-sur-Seine, Artaud reprengué l'escriptura.
Durant els seus últims anys de vida, Artaud començà a rebutjar moltes de les seves idees de joventut. Renuncià al mite i a la concepció intel·lectual del món i abandonà la seva inclinació pels escrits esotèrics, les religions orientals i la Càbala.

### Darrers anys de vida

#### Artaud le Momo
Entre 1946 i 1948, Artaud produí diversos textos d'importància. El setembre del 1946, escrigué Artaud, le Momo. En aquest llibre, feu una protesta contra la idea que la societat té de l'esperit. Es creu que l'esperit és quelcom superior al cos. Per a Artaud, aquesta superioritat representava una mentida que els poders utilitzaven per esclavitzar a l'ésser. Artaud invertí la idea per dir que el cos estava per damunt de l'esperit. Sense el cos, l'esperit no pot concebre idees ni valor, ni registrar, ni captar la realitat o ni tan sols, existir. En els poemes d'Artaud, le Momo, també expressà les seves experiències als manicomis. Postulà que la medicina era un engany i que la intenció de la psiquiatria era destruir les persones que són diferents i incompreses.

#### Van Gogh, el suïcidat de la societat
En aquest llibre, Artaud es veié reflectit en la figura de Vincent van Gogh. Els dos foren incompresos per la societat, de la mateixa manera que ambdós patiren una malaltia i foren internats en psiquiàtrics. En aquest llibre, Artaud feu una defensa dels alienats. Per a Artaud, un alienat era un geni incomprès que la societat menyspreava prohibint-li trobar un lloc per poder desenvolupar els seus talents. Consegüentment, al geni tan sols li quedava el deliri com a via d'escapament. Artaud sortí en defensa de van Gogh com una manera de defensar-se a si mateix. El mateix que pot ser dit del pintor, pot ser dit també d'Artaud. Van Gogh no fou un boig, sinó que les seves obres atacaven els costums, les institucions i la naturalesa mateixa de l'època. Després de veure un paisatge de van Gogh, ningú pot continuar observant la natura com abans. Artaud tampoc és un boig. Després de llegir un poema d'Artaud, ningú pot considerar la poesia com abans.
Artaud anomenà aquest llibre Van Gogh, el suïcidat de la societat. Efectivament, la vida de van Gogh acabà amb un suïcidi. Artaud opinava que Van Gogh no arribà sol a la decisió de matar-se, sinó que la societat l'obligà a fer-ho, i és, per tant, aquesta la veritable assassina del pintor. Segons Artaud, la societat el feu suïcidar com a càstig per haver volgut apartar-se de les normes acceptades. Artaud descrigué aquest fet criminal de la societat sobre Van Gogh com un acte de possessió.
De van Gogh, Artaud n'admirava la seva manera de pintar amb un llenguatge propi. El que és propi de la natura s'aconsegueix utilitzant els seus elements bàsics. La imatge és la veritable protagonista en la pintura de Van Gogh. Aquest mateix llenguatge propi és el que reclamà Artaud en el seu «teatre de la crueltat». Per l'Artaud posterior a l'estada en manicomis, no hi havia cap dada de valor superior a les dades aportades per la realitat concreta. Artaud pensà que la pintura de van Gogh mostrava la seva coincidència amb aquest tipus de veritat.

### Mort
Poc després de la seva sortida del manicomi, Artaud començà a queixar-se de dolors intestinals intermitents. Paul Thévenin i la seva família l'intentaren convèncer perquè consultés un metge. Artaud desconfiava enormement de la medicina i s'hi negà. Defensà que el dolor que patia era per culpa de les deficiències alimentàries que havia patit durant els seus nou anys d'internament. Creia que això li havia atrofiat el sistema digestiu.
Els dolors, però, s'agreujaren i començà a patir hemorràgies. Al final, Paul Thévenin el convencé perquè visités un metge. Artaud tenia un càncer inoperable, però no se li notificà. El metge donà permís a Paul Thévenin perquè subministrés a Artaud tot l'opi necessari per calmar-li el dolor.
Durant les últimes setmanes, Artaud repetí constantment que no escriuria més. Considerà que ja havia dit tot el que havia de dir. Ja no portava el quadern de notes habitual a la jaqueta; però, això no obstant, no va complir amb la decisió de deixar l'escriptura. El dia anterior a la seva mort, Artaud dinà amb la família Thévenin. Demanà que anessin a comprar paper timbrat. En aquest paper, redactà un poder pel qual encarregà a Paul cuidar la publicació dels seus llibres.
El dia 4 de març del 1948 de matí, el secretari de la clínica d'Ivry trucà per telèfon a Paul Thévenin per anunciar-li la mort d'Artaud. El jardiner de la clínica havia entrat a l'habitació d'Artaud per portar-li l'esmorzar i l'havia trobat assegut al llit, mort. Pocs dies abans, Artaud havia manifestat que no volia morir estirat. En el moment de la seva mort, Artaud estava sol, sense testimonis. També això havia estat un desig expressat per ell.

## Cronologia
- 1896. Antonin Artaud neix a Bouches-du-Rhône, Marsella.
- 1901. Pateix una meningitis molt greu que deixarà marques inesborrables a la seva personalitat.
- 1916. S'incorpora a l'exèrcit francès. Se'l dispensa de lluitar per malaltia.
- 1919 Entra en contacte amb l'opi i el làudan, substàncies que utilitza com a remei terapèutic contra el dolor.
- 1920. Arriba a París el mes de març per tal de sotmetre's a un tractament. Inicia la seva col·laboració amb la revista Demain, a la qual se sumen articles de crítica de L'ère nouvelle, Action i La Criée.
- 1921. Debuta com a actor a les ordres de Lugne-Poé: aribarrà a convertir-se en una figura imprescindible de L'Atelier de Dullin. A la tardor coneix a G.Athanasiou, amb qui comença una relació amorosa.
- 1923. La Galerie Simon edita 112 exemplars de Tric trac du ciel.
- 1924. Debuta al cinema amb C.Autant-Lara a Faits divers. Entra en contacte amb el grup surrealista.
- 1925. El mes de gener és nomenat director i responsable del Bureau de Recherches surrealistes. Apareixen L'ombilic des limbes (el melic dels limbs) i Le pèse-nerfs (el pesa-nervis). Intervé activament en la «revolució surrealista».
- 1926. Funda, juntament amb R.Vitrac i R.Aron el teatre Alfred Jarry: el dia 1 de juny debuten amb Les mystères de l'amour de Vitrac i Gigogne de Max Robour (pseudònim d'Aron). El mes de desembre és expulsat del grup surrealista.
- 1927. Reedició augmentada de Le pèse-nerfs (el pesa-nervis). El mes de juny apareix la seva Correspondance avec Jacques Rivière, (Correspondència amb Jacques Rivière).
- 1928. Presentació de Partage de Midi.
- 1930. Publica le théâtre alfred jarry et l'hostilité publique, (El Teatre Alfred Jarry i l'hostilitat pública).
- 1932. Apareix Le Théâtre de la cruauté, (El Teatre de la Crueltat).
- 1933. Inicia la seva relació amb Anaïs Nin.
- 1934. Publica Héliogabale ou l'Anarchiste couronné (Heliogabal o l'anarquista coronat). A mitjans d'octubre dona a conèixer le théâtre et la peste (el teatre i la pesta).
- 1935. Estrena Les Cenci.
- 1936. Desembarca a l'Habana durant el mes de gener. Arriba a Mèxic el dia 7 de febrer. Durant el mes d'agost es dedica a endinsar-se a les serres d'aquest país habitades pels Tarahumara per tal d'assistir al ritu del peiot.
- 1937. Redacta i publica Les Nouvelles Révélations de l'être, (les noves revelacions de l'ésser). El mes d'agost inicia el seu viatge a Irlanda. El 29 de setembre és repatriat després d'haver estat detingut durant sis dies. El dia 30 d'aquest mateix mes és internat a Le Havre.
- 1943. És internat a Rodez.
- 1945. Publica d'un voyage au pays des Tarahumaras(El viatge al país dels Tarahumara).
- 1946. Inicia la publicació de Cartes des de Rodez (Lettres de Rodez : Lettres à Henri Parisot). Es trasllada a París durant el mes de març. Redacta Artaud-le-Mômo, la culture indienne i (la cultura índia).
- 1947. Redacta Van Gogh le suicidé de la société (Van Gogh el suïcidat de la societat). Prepara la transmissió radiofònica Pour en finir avec le jugement de Dieu,(Per acabar d'una vegada amb el judici de Déu), l'execució de la qual fou prohibida.
- 1948. Van Gogh le suicidé de la société (Van Gogh el suïcidat de la societat) és guardonat amb el premi Sainte-Beuve. Pel febrer se li diagnostica un càncer incurable. El 4 de març de 1948 és trobat mort a l'habitació de l'hospital d'Ivry.
- 1956. S'nicia la publicació de les obres completes d'Antonin Artaud a Gallimard.[18]

## Filmografia com a actor
- 1923: Faits divers de Claude Autant-Lara (curtmetratge).
- 1923: L'Enfant roi de Jean Kemm
- 1924: Surcouf de Luitz-Morat
- 1925: Le Juif errant de Luitz-Morat
- 1926: Graziella de Marcel Vandal
- 1926: Mathusalem ou l'éternel bourgeois de Jean Painlevé (cinc curts seqüenciats realitzats per una peça de teatre d'Ivan Goll).
- 1927: Napoléon d'Abel Gance
- 1928: La Coquille et le Clergyman (migmetratge) de Germaine Dulac
- 1928: La Passion de Jeanne d'Arc de Carl Theodor Dreyer
- 1928: Verdun, visions d'histoire de Léon Poirier
- 1928: L'Argent de Marcel L'Herbier
- 1928: Autour de l'argent de Jean Dréville (documental)
- 1930: La Femme d'une nuit de Marcel L'Herbier
- 1930: Tarakanova de Raymond Bernard
- 1931: L'Opéra de quat'sous de Georg Wilhelm Pabst
- 1931: Faubourg Montmartre de Raymond Bernard
- 1932: Mater Dolorosa d'Abel Gance
- 1932: Les creus de fusta (Les Croix de bois) de Raymond Bernard
- 1932: Coup de feu à l'aube de Serge de Poligny
- 1933: L'Enfant de ma sœur de Henry Wulschleger
- 1934: Sidonie Panache de Henry Wulschleger
- 1934: Liliom de Fritz Lang
- 1935: Lucrèce Borgia d'Abel Gance
- 1935: Kœnigsmark de Maurice Tourneur

## Obres principals
- 1925 - L'ombilic des limbes
- 1925- Le pèse-nerfs
- 1929 - L'art et la mort
- 1931 - Le moine, de Lewis, raconté par Antonin Artaud
- 1934 - Héliogabale ou l'anarchiste couronné
- 1937 - Les nouvelles révélations de l'être
- 1938 - Le théâtre et son double
- 1945 - D'un voyage au pays des Tarahumaras
- 1947 - Van Gogh le suicidé de la société
- 1947 - Artaud le Mômo
- 1947 - Ci-Gît précédé de La culture indienne
- 1948 - Pour en finir avec le jugement de Dieu
- 1964 - Les Cenci en Œuvres complètes

Obres del mateix Artaud
- El teatre i el seu doble. Barcelona: Anagrama Editorial, 1970. EAN 9788433902054
- Carta a la vidente. Barcelona: Tusquets, 1971. ISBN 9788472235229
- Tres Piezas Cortas. Madrid: Fundamentos, 1972. DL M.8289-1972
- Cartas a Génica Atahanasiou. Buenos Aires: Ediciones Siglo Veinte, 1973. ISBN 9788481098792
- Para acabar de una vez con el juicio de Dios. Madrid: Fundamentos, 1977.
- El ombligo de los limbos. Buenos Aires: Lopez Crespo, 1977. ISBN 9879971124
- El Pesa-nervios. Madrid: Alberto Corazon, 1978. ISBN 9788470531651
- Mensajes Revolucionarios. Madrid: Fundamentos, 1980. ISBN 9788424500528
- Cartas desde Rodez, I. Madrid: Fundamentos, 1981. ISBN 9788424501631
- Los Tarahumara. Barcelona: Ediciones de Bolsillo, 1983. ISBN 9788472230835
- Cuadernos de Rodez. Madrid: Fundamentos,1989. ISBN 9788424505332
- Carta a los poderes. Buenos Aires: Argonauta, 2003. ISBN 9789509282315
- Heliogábalo o el anarquista coronado. Buenos Aires: Argonauta, 2006. ISBN 9789509282384
- Van Gogh, el suicidado por la sociedad. Buenos Aires: Argonauta, 2007. ISBN 9789509282490
- El cine. Madrid: Alianza Editorial, 2010. ISBN 9788420672960
- Cartas a André Breton. Madrid: Jose J. de Olañeta, 2012. ISBN 9788497167956

## Representacions d'Artaud als Països Catalans
- Artaud es recorda de Hitler i del Romanische Café, març de 2007 al Teatre Lliure.